# جوال مريخي

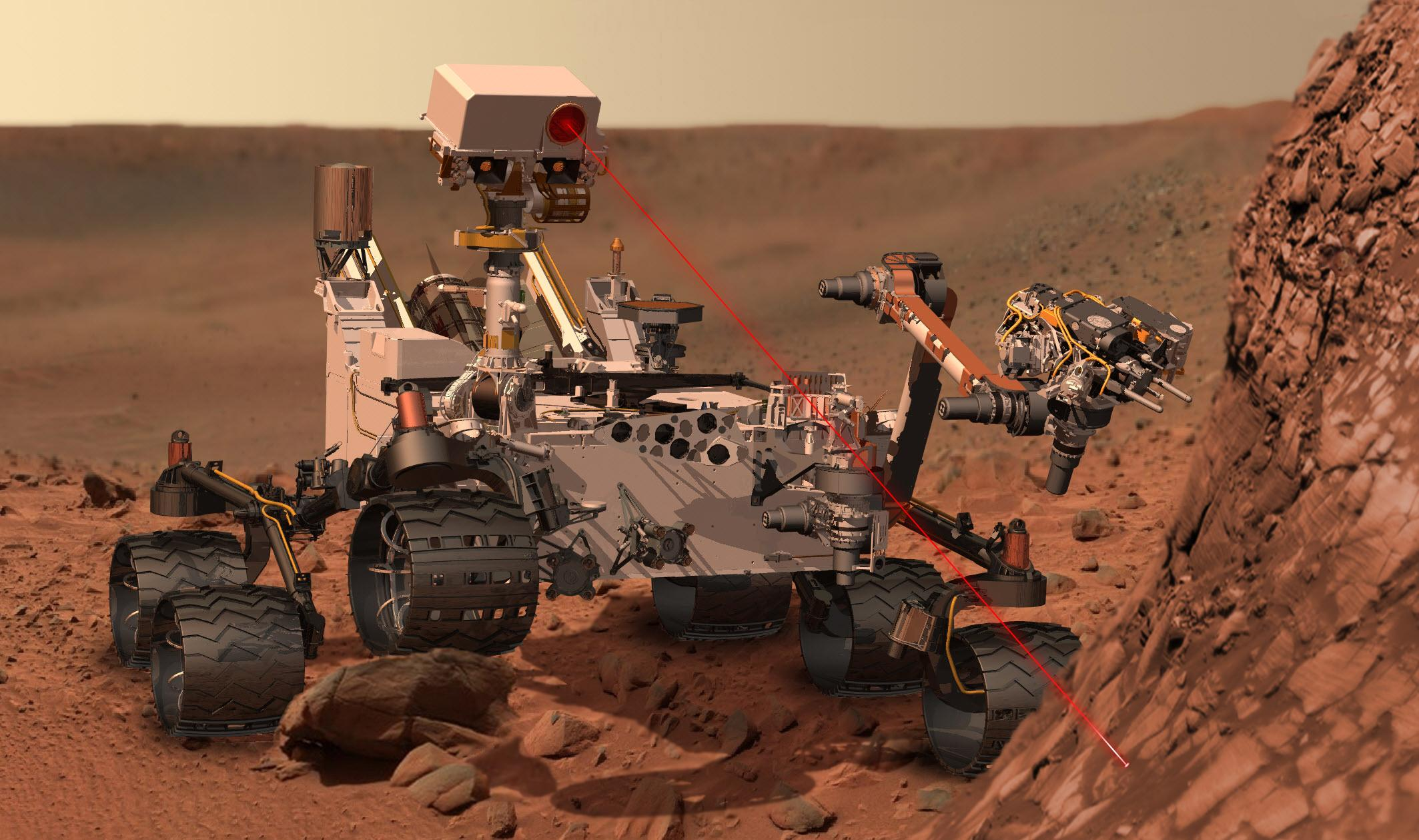
تصور رسام عن كيوريوسيتي روفر أثناء تبخيرها صخرةً على سطح المريخ. هبطت العربة على سطح المريخ بنجاح في آب 2008

الجوال المريخي أو جوال المريخ (بالإنجليزية: Mars Rover)‏ هي مركبة آلية يتم التحكم فيها عن بعد ومصممة للسفر على سطح المريخ. تتمتع المركبات الجوالة بالعديد من المزايا مقارنة بالمركبات الثابتة: فهي تفحص مساحة أكبر، ويمكن توجيهها إلى معالم مثيرة للاهتمام، ويمكنها وضع نفسها في أماكن مشمسة لمواجهة أشهر الشتاء، ويمكنها تطوير المعرفة حول كيفية التحكم في المركبات الآلية عن بعد. وهي تخدم غرضًا مختلفًا عن المركبات الفضائية المدارية مثل مركبة الاستطلاع المدارية المريخية. ومن التطورات الأحدث مروحية المريخ.
اعتبارًا من مايو 2021، كان هناك ست مركبات روبوتية ناجحة تعمل على المريخ؛ أول خمس مركبات، يديرها مختبر الدفع النفاث الأمريكي التابع لوكالة ناسا، كانت (حسب تاريخ هبوط المريخ): سوجورنر (1997)، وسبيريت (2004-2010)، وأبورتيونيتي (2004-2018)، وكيوريوسيتي (2012-حتى الآن)، وبرسفيرنس (2021-حتى الآن). المركبة السادسة، التي تديرها إدارة الفضاء الوطنية الصينية، هي زورونج (2021-2022).
في 24 يناير 2016، أعلنت وكالة ناسا أن الدراسات الحالية على المريخ التي تقوم بها أوبورتيونيتي وكيريوسيتي ستبحث عن أدلة على وجود حياة قديمة، بما في ذلك المحيط الحيوي القائم على الكائنات الحية الدقيقة ذاتية التغذية أو كيميائية التغذية أو كيماوية التغذية، بالإضافة إلى المياه القديمة، بما في ذلك البيئات النهرية البحيرية (السهول المرتبطة بالأنهار أو البحيرات القديمة) التي ربما كانت صالحة للسكن. يعد البحث عن أدلة على قابلية السكن وعلم الحفريات والكربون العضوي على المريخ الآن هدفًا أساسيًا لوكالة ناسا.
كانت المسبارات السوفييتية، مارس 2 ومارس 3، مسبارات مقيدة فعليًا؛ كانت سوجورنر تعتمد على محطة قاعدة مارس باثفايندر للتواصل مع الأرض؛ كانت أوبورتيونيتي وسبيريت وكيريوسيتي بمفردها. اعتبارًا من نوفمبر 2023، لا تزال كيوريوسيتي نشطة، بينما أكملت سبيريت وأوبورتيونيتي وسوجورنر مهامها قبل فقدان الاتصال. في 18 فبراير 2021، هبطت مركبة الفضاء الأمريكية الأحدث بيرسيفيرانس بنجاح على سطح المريخ. وفي 14 مايو 2021، أصبحت المركبة الصينية زورونغ أول مركبة فضائية غير أمريكية تعمل بنجاح على سطح المريخ.

## المسابر والعربات التي هبطت على سطح المريخ
توضح الصورة أدناه المعالم الجغرافية لسطح المريخ بالإضافة إلى مواقع العربات والمسابر الهامة. الشمال باتجاه الأعلى؛ دليل الارتفاع: أحمر (مرتفع)، أصفر (مستوٍ)، أزرق (منخفض).
سبيريت

أبورتيونيتي

مارس باثفايندر/سوجورنر........

فايكينغ 1

فايكنغ 2

فينيكس

مارس 3

كوريوسيتي

## ملخص عن العربات الجوالة المرسلة إلى المريخ

مقارنة بين المسافات التي قادتها العربات المتجولة على سطحي المريخ والقمر حسب ناسا حتى تاريخ 16 أيار 2013

لقد تم إرسال العديد من العربات إلى المريخ:
- مارس 2، العربة الجوالة Prop-M، عام 1971، فشل مارس 2 في الهبوط مسبباً فشل العربة Prop-M أيضاً. لقد جهز كل من المسبارين السوفييتين مارس 2 ومارس 3 بعربة Prop-M وزنها 4.5 كغ. كان مخطط للعربتين أن تتجولا في السماء وهما متصلتين مع مركبات الهبوط عن طريق كابلات.[1]
- مارس 3، العربة الجوالة Prop-M، عام 1971، فُقد الاتصال مع العربة بعد أن توقف مارس 3 عن الاتصال بعد 20 ثانية من الهبوط.[1]
- مارس باثفايندر، العربة سوجورنر، هبطت بنجاح على سطح المريخ بتاريخ 4 تموز 1997. فُقد الاتصال مع العربة في 27 أيلول 1997.
- أداة استكشاف تحت السطح الكوكبية الخاصة بالمركبة بيغل 2، فُقدت مع المركبة بيغل 2 لدى انفصالها عن مارس إكسبريس عام 2003.[2] تم تصميم تقنية نابض مضغوط يتيح التحرك عبر السطح بمعدل 1 سنتيمتر كل 5 ثوان [2] والحفر في الأرض لجمع العينات من تحت السطح ووضعها في تجويف على حافة العربة.
- سبيريت (المركبة الأولى من مشروع عربة استكشاف المريخ (MER))، عربة استكشاف المريخ، أٌطلقت بتاريخ 10 حزيران 2003 الساعة 13:58:47 بتوقيت شرق الولايات المتحدة [3] وهبطت بنجاح بتاريخ 4 كانون الثاني 2004 بعد ست سنوات تقريباً من التاريخ الأصلي المحدد للمهمة، غطت سبيريت مسافةً قدرها 7.73 كيلومتر (4.8 ميل) قبل أن تعلق دواليبها في الرمال.[4] حوالي 26 كانون الثاني 2010 أعلنت ناسا فشلها في تحرير العربة وأن الأخيرة ستعمل كمحطة علمية ثابتة.[5] فُقد الاتصال مع العربة بتاريخ 22 آذار 2010 وأنهت ناسا محاولاتها لإعادة الاتصال معها في 25 أيار 2011.[6]
- أوبورتيونيتي (المركبة الثانية من مشروع عربة استكشاف المريخ (MER))، عربة استكشاف المريخ، أُطلقت بتاريخ 7 حزيران 2003 الساعة 23:18:15 بتوقيت شرق الولايات المتحدة [3] وهبطت بنجاح بتاريخ 25 كانون الثاني 2004. لا تزال أوبورتيونيتي تعمل حتى عام 2013 وقد تجاوزت في 20 أيار 2010 الرقم القياسي في مدة البقاء بالنسبة للمهمات المتعلقة بسطح المريخ.[7] لا تزال أوبورتيونيتي تعمل حتى اللحظة.
- كوريوسيتي، مختبر علوم المريخ، أُطلقت بتاريخ 26 تشرين الثاني 2011 الساعة 10:02 بتوقيت شرق الولايات المتحدة.[8] وهبطت على سطح المريخ بالتحديد على سهلٍ اسمه آيليس بالوس بالقرب من آيليس مونس (المعروف غير رسمياً باسم «الجبل الحاد») [9]، لا تزال كوريوسيتي تعمل حتى اللحظة.

## الأهداف المرجوة من العربات
تميز ناسا ما بين أهداف «المهمة» والأهداف «العلمية». ترتبط أهداف المهمة باستمرار التقدم في تكنولوجيا الفضاء وإجرائيات التطوير في حين تحقق الأهداف العلمية من قبل الأدوات التي يتم استخدامها خلال المهمة في الفضاء.
تختلف تفاصيل الأهداف العلمية المرجوة من العربة المتجولة باختلاف الأدوات المجهزة بها. إن الهدف الأساسي من سبيريت وكيوريوسيتي هي اكتشاف «تاريخ وجود الماء على المريخ». (إن وجود ماء قابل للاستهلاك يقلل جداً من تكاليف المهمات المأهولة في المستقبل). إن أهداف ناسا الأربعة طويلة الأمد المرجوة من استكشاف المريخ هي:
- تحديد فيما إذا كانت وجدت حياة على سطح المريخ
- تشخيص الطقس المريخي
- تشخيص الجيولوجيا المريخية
- التحضير لمهمات استكشاف يقوم بها الإنسان على سطح المريخ

## اقرأ أيضا
- مافن (مسبار)